# Hyperythra ennomaria
Hyperythra ennomaria là một loài bướm đêm trong họ Geometridae.